# Donja Raštelica
Donja Raštelica är en ort i Bosnien och Hercegovina.   Den ligger i entiteten Federationen Bosnien och Hercegovina, i den centrala delen av landet, 26 km väster om huvudstaden Sarajevo. Donja Raštelica ligger 716 meter över havet och antalet invånare är 326.
Terrängen runt Donja Raštelica är kuperad åt nordväst, men åt sydost är den bergig. Donja Raštelica ligger nere i en dal.Närmaste större samhälle är Konjic, 15,3 km sydväst om Donja Raštelica. 
Omgivningarna runt Donja Raštelica är en mosaik av jordbruksmark och naturlig växtlighet. Runt Donja Raštelica är det ganska tätbefolkat, med 93 invånare per kvadratkilometer.